# Ligulaire de Sibérie
Ligularia sibirica
Espèce
Classification phylogénétique
Statut de conservation UICN

 LC  : Préoccupation mineure
La Ligulaire de Sibérie (Ligularia sibirica) est une espèce de plante à fleurs de la famille des Asteraceae, aux grandes fleurs jaunes disposées en grappes terminales. La plus grande station française de cette plante protégée au niveau européen se trouve dans le département du Puy-de-Dôme, sur la Narse d'Espinasse près de Saulzet-le-Froid. Plante relictuelle des glaciations, la Ligulaire de Sibérie est protégée dans plusieurs pays européens et inscrite à l'annexe II de la Directive habitats.

## Description
La Ligulaire de Sibérie est une grande plante robuste pouvant atteindre 150 cm. Elle possède des feuilles larges, obtuses, plus ou moins pubescentes sur le revers, et pédonculées. Les fleurs jaunes réunies en capitules sont disposées en une grappe terminale caractéristique. En floraison, on peut difficilement confondre la Ligulaire de Sibérie avec une autre plante. En période de végétation, on peut néanmoins la confondre avec le populage Caltha palustris, qui a cependant les feuilles glabres même au revers.

## Habitat naturel et répartition

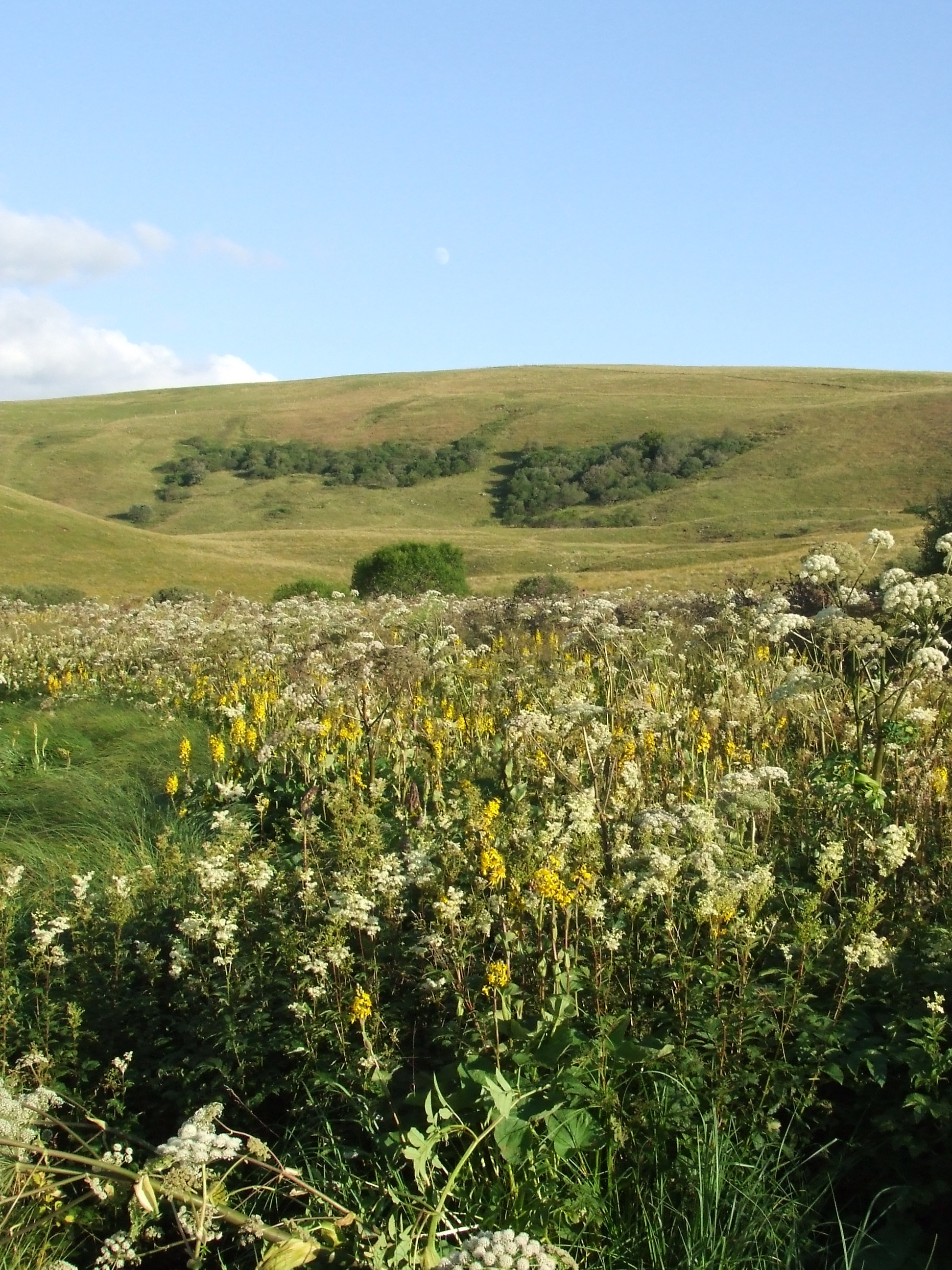
La Ligulaire de Sibérie (Ligularia sibirica) est une très rare Asteracée, relictuelle de la dernière période glaciaire. Très bien représentée dans les tourbières du Massif Central. Ici photographiée dans la tourbière des Chastelets, à Cézallier, dans le Puy-de-Dôme.

Plante relictuelle de la dernière période glaciaire, la Ligulaire de Sibérie se rencontre habituellement en situation humide et froide, dans des milieux de type mégaphorbiaie, tourbière de transition ou bas-marais tremblant, saulaie marécageuse, en situation éclairée ou de demi-ombre.
C'est une plante eurosibérienne subarctique d'origine asiatique, surtout présente en Sibérie et en Europe Centrale (Autriche, Roumanie, Bulgarie, ex-Tchécoslovaquie, Hongrie, Pologne, ex-URSS). Les populations françaises sont très relictuelles, et essentiellement réparties dans le Massif Central, dans le secteur du Cézallier, monts du Cantal, Aubrac, Vivarais. La plus grande station française de cette plante protégée au niveau européen se trouve d'ailleurs dans le Puy-de-Dôme, sur la Narse d'Espinasse près de Saulzet-le-Froid. La tourbière du Lac-d'en-Bas, protégée par la réserve naturelle des sagnes de La Godivelle accueille quant à elle une belle station de plusieurs centaines de pieds. Il existe également de belles stations sur le plateau de l'Aubrac, en particulier dans le bois de Laguiole (au niveau de la station de ski où l'on peut trouver plusieurs dizaines de pieds en bord de route) et au bord du lac de Souveyrols. Les autres stations connues sont situées dans les Pyrénées-Orientales (importante population dans la haute vallée de l'Aude, région du Capcir) et en Bourgogne.
Une forme naine existe dans les monts du Cantal dans le secteur du puy Mary.
Elle occupe principalement l’étage montagnard entre 900 et 1500 m d’altitude (beaucoup plus rarement le collinéen), une majorité des stations étant situées entre 1000 et 1200 m, 1500 m en Capcir, qui représente le point le plus méridional de sa répartition.

## Protection et conservation

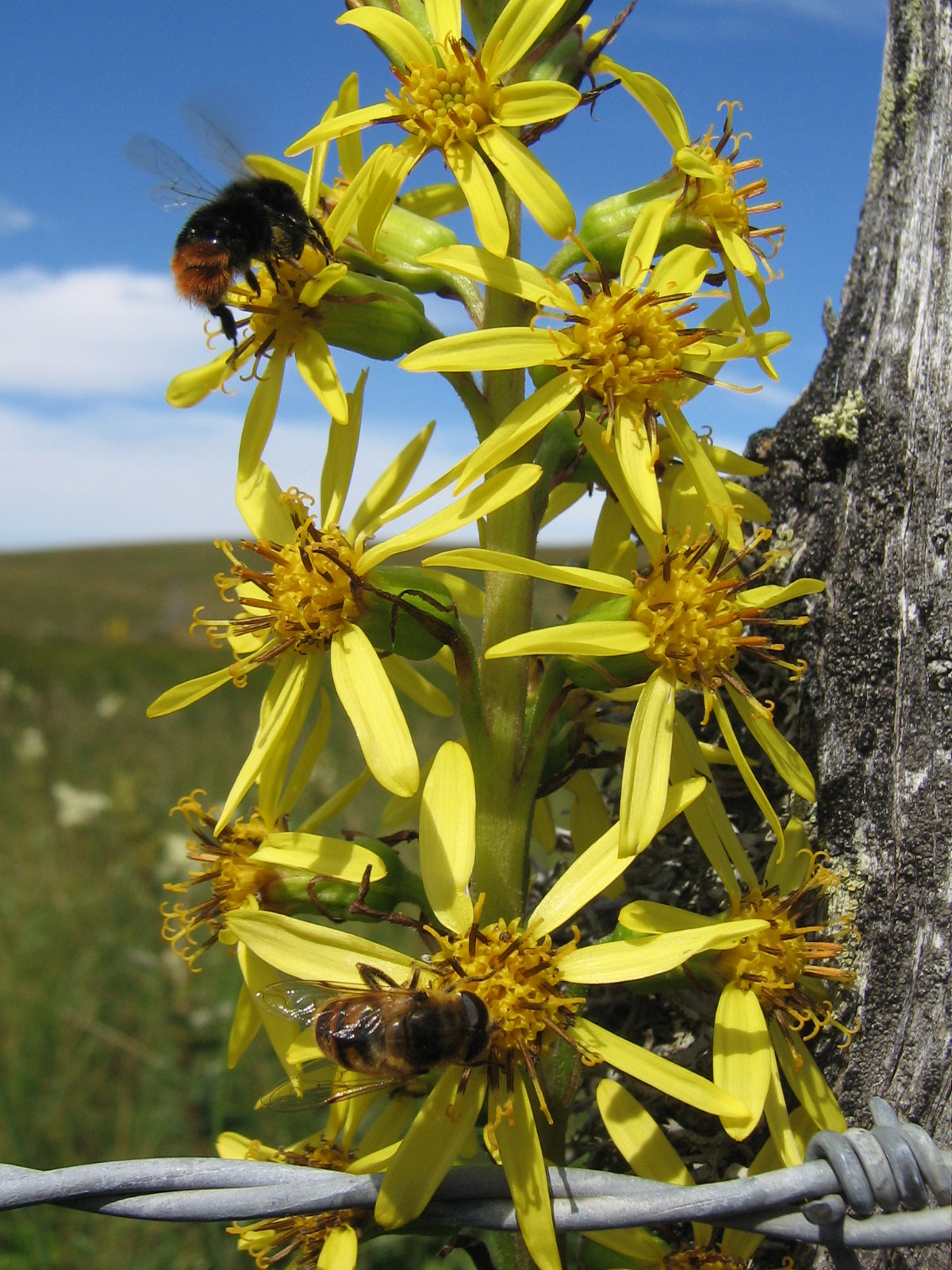
Bourdons butinant une fleur de Ligulaire de Sibérie au lac de Souveyrols dans l'Aubrac.

La Ligulaire de Sibérie est protégée en Europe, inscrite à l'annexe II de la Directive Habitats ainsi qu'à l'annexe I de la convention de Berne pour la protection de la vie sauvage. Au niveau national, elle est strictement protégée dans plusieurs pays.
Il est difficile de donner une estimation de l'évolution des populations françaises de l'espèce. Le livre rouge de la flore menacée de France, rédigé en 1995, considère la Ligulaire comme en régression dans le pays. Certaines stations ont disparu (Aigny-le-Duc en Côte-d’Or, lac de Servières dans le Puy-de-Dôme, Saint-Paul-des-Landes dans le Cantal), alors que d'autres semblent se maintenir en bon état voire progresser, comme les stations du bord de l'Aude dans le Capcir, où la plante s'est aussi installée en un point du versant nord de la Quillane.

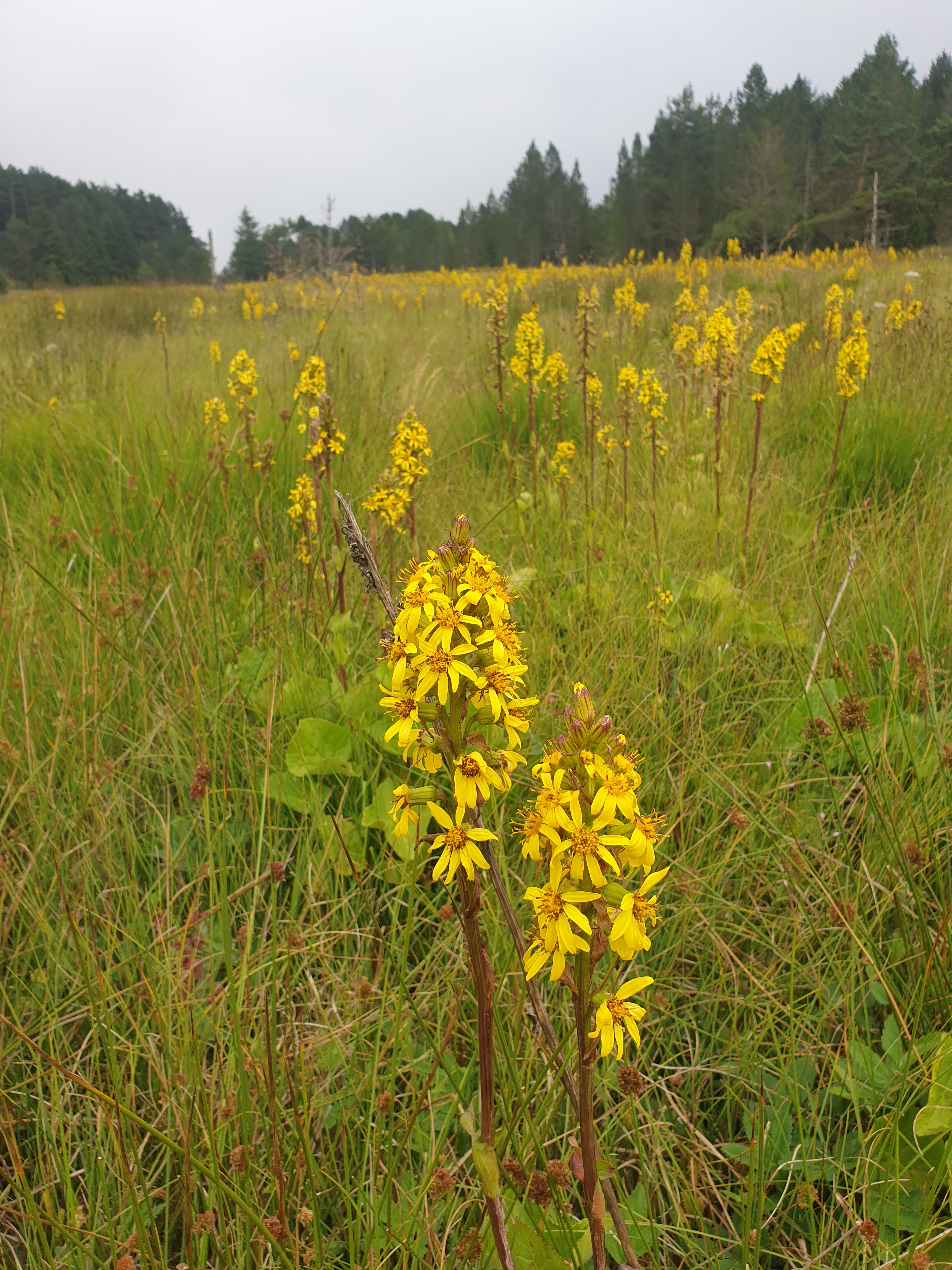
Capcir, champs de Ligulaire dans une zone humide en amont du lac de l'Olive au dessus de Formiguères

En l'absence de modification importante de son milieu, la Ligulaire de Sibérie se maintient dans de bonnes conditions, comme à la Narse d'Espinasse près de Saulzet-le-Froid dans le département du Puy-de-Dôme où plusieurs milliers d'individus sont présents.